# 上竪杉町
上竪杉町（かみたてすぎのちょう）は、愛知県名古屋市東区にある地名。丁番を持たない単独町名である。住居表示未実施。

## 地理
名古屋市東区西部に位置する。東は橦木町・東片端町・主税町、南は泉一丁目、北は白壁一丁目に接する。

## 歴史

### 町名の由来
当地には富士浅間社が鎮座しており、境内には神木として老杉があった。名古屋城造営の際に切り倒したこの杉の木を寝かせておいたことに由来する。

### 沿革
- 1876年（明治9年） - 従来の竪杉ノ町を上下で分離し、愛知郡上竪杉町として成立[1]。
- 1878年（明治11年）12月20日 - 名古屋区上竪杉町となる[1]。
- 1889年（明治22年）10月1日 - 名古屋市成立に伴い、同市上竪杉町となる[1]。
- 1908年（明治41年）4月1日 - 東区成立に伴い、同区上竪杉町となる[1]。
- 1980年（昭和55年）2月10日 - 主税町・橦木町・東外堀町の各一部を編入する[1]。また、一部が橦木町・東外堀町・主税町・白壁一丁目および白壁二丁目・泉一丁目・東片端町にそれぞれ編入される[1]。

## 世帯数と人口
2019年（平成31年）2月1日現在の世帯数と人口は以下の通りである。
| 町丁     | 世帯数 | 人口 |
| -------- | ------ | ---- |
| 上竪杉町 | 24世帯 | 59人 |

## 学区
市立小・中学校に通う場合、学校等は以下の通りとなる。また、公立高等学校に通う場合、学区は以下の通りとなる。
| 番・番地等 | 小学校               | 中学校               | 高等学校 |
| ---------- | -------------------- | -------------------- | -------- |
| 全域       | 名古屋市立山吹小学校 | 名古屋市立冨士中学校 | 尾張学区 |

## 施設
- 愛知県女性総合センター（ウィルあいち）

1996年（平成8年）5月開館。愛知県における男女共同参画社会づくりの拠点施設と位置づけられており、多目的ホールや会議室、情報ライブラリーを備えている。

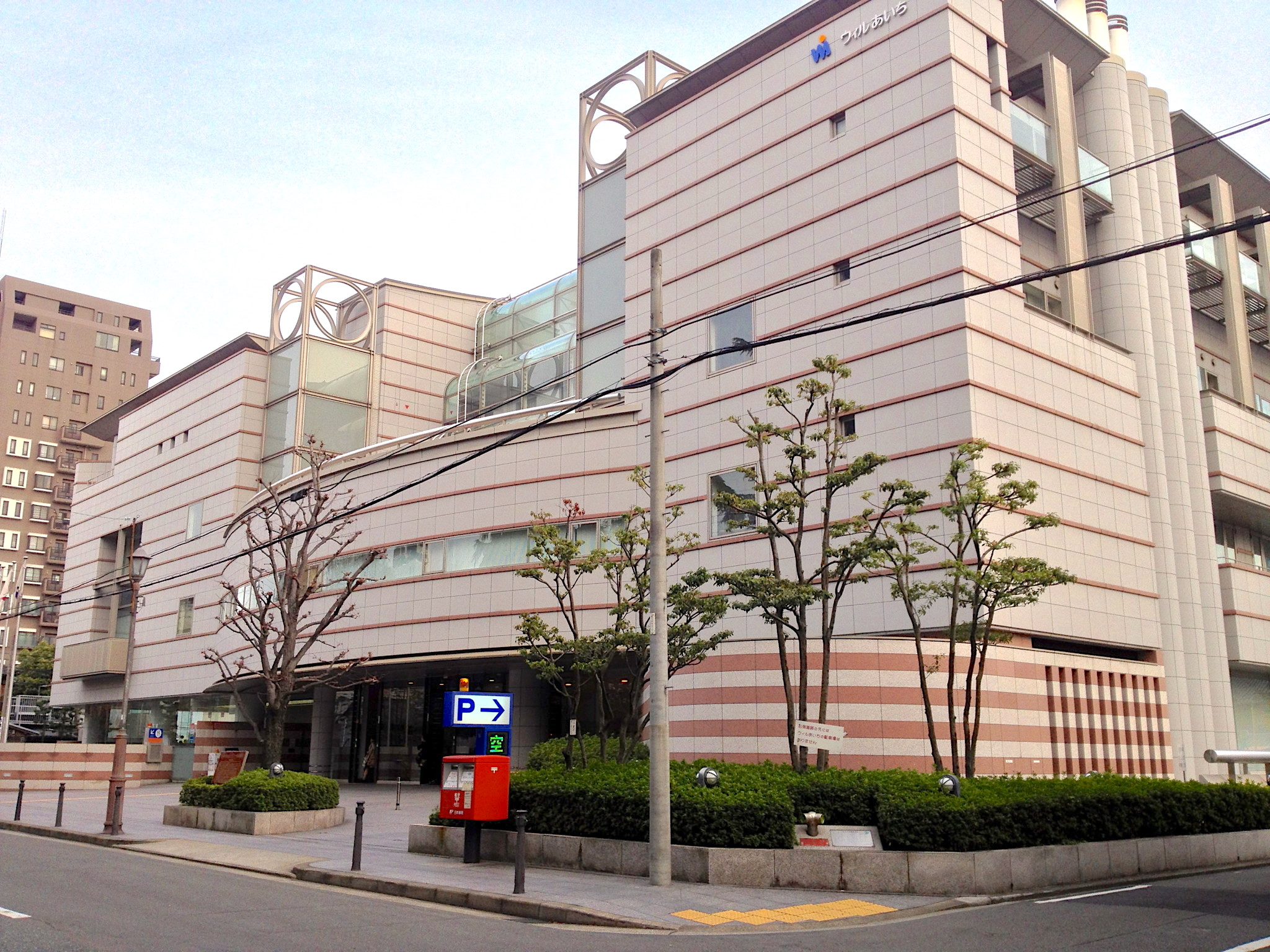
愛知県女性総合センター

## その他

### 日本郵便
- 郵便番号 : 461-0016[4]（集配局：名古屋東郵便局[12]）。